# Damietta

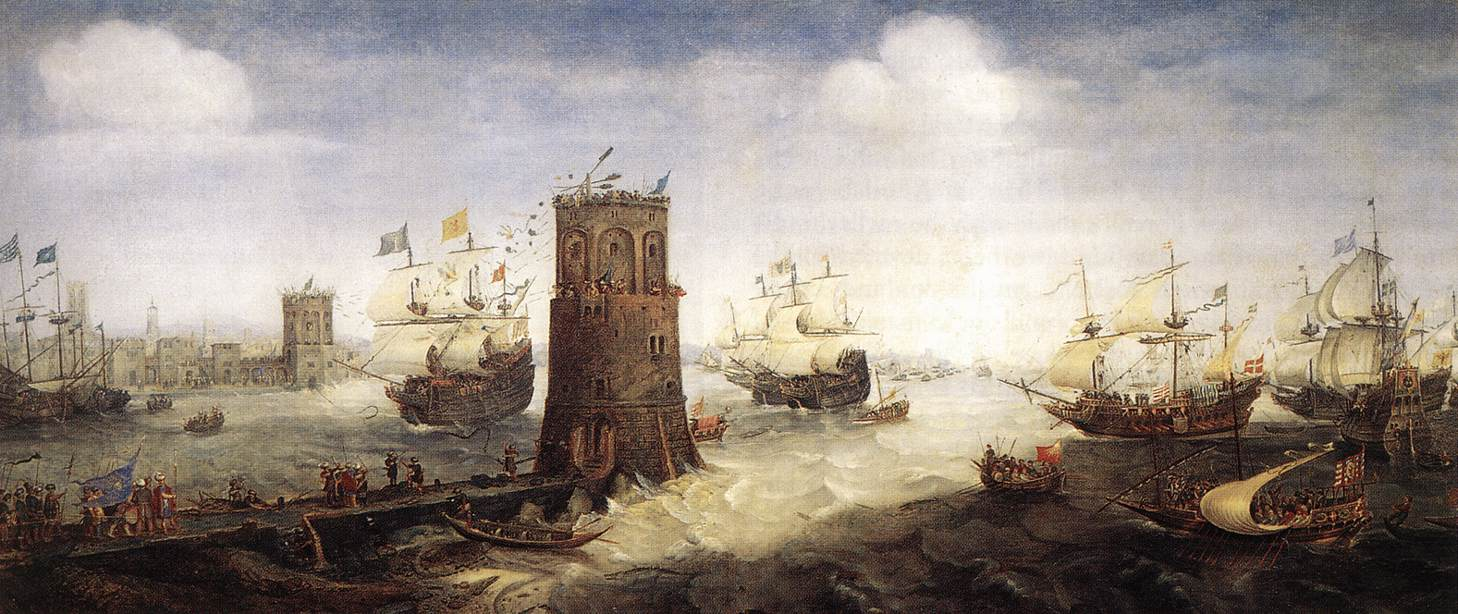
La conquista di Damietta da parte dei Crociati. Dipinto di Cornelis Claesz van Wieringen.

Damietta (in arabo دمياط‎?, Dumyāṭ) è una città e porto dell'Egitto, capoluogo del governatorato omonimo. Si affaccia sul Mar Mediterraneo, sul delta del Nilo, circa 200 km a nord del Cairo.
Damietta dà il nome al ramo orientale del delta del Nilo, che anticamente era noto come ramo Fatnitico.
In tempi moderni, la realizzazione di un canale che la collega al Nilo l'ha resa un porto non meno importante rispetto al passato, quando in epoca classica islamica essa era il secondo porto egiziano, dopo Alessandria ma prima di Tinnīs.
Il nome della città è inoltre citato da Dante al v. 104 del XIV canto dell'Inferno durante il racconto di Virgilio sul Veglio di Creta.

## Storia
Nell'antico Egitto la città era nota come Tamiat; divenne meno importante nel periodo ellenistico, dopo la costruzione di Alessandria.
Damietta fu importante nel XII e XIII secolo, durante le Crociate. Nel 1169 una flotta del Regno di Gerusalemme, col sostegno dell'Impero bizantino, attaccò il porto, ma venne sconfitta da Saladino.
Durante i preparativi per la Quinta crociata, nel 1217, venne deciso che Damietta doveva essere al centro dell'attacco. Il controllo del porto significava il controllo del Nilo, e da lì i Crociati ritenevano di essere in grado di conquistare l'Egitto; dall'Egitto avrebbero quindi potuto attaccare la Palestina e riconquistare Gerusalemme. Damietta venne assediata e occupata nel 1219, ma per il 1221 i Crociati erano stati sconfitti, fuori dal Cairo e cacciati dall'Egitto.
Damietta fu anche l'oggetto della Settima crociata, guidata da Luigi IX di Francia. La sua flotta vi giunse nel 1249 e conquistò rapidamente il forte, anche se si rifiutò di cederla al re nominale di Gerusalemme, cui era stata promessa durante la Quinta crociata. Comunque, anche Luigi alla fine venne sconfitto in Egitto dalla resistenza attuata da Baybars, futuro sultano mamelucco, che ruppe le dighe circostanti e trasformò in un pantano il campo da battaglia, obbligando alla resa le forze cristiane che furono costrette a rinunciare all'impresa. A causa della sua importanza per i Crociati, Baybars distrusse la città e la ricostruì con fortificazioni più robuste a pochi chilometri dal fiume.

### L'intervento di San Francesco

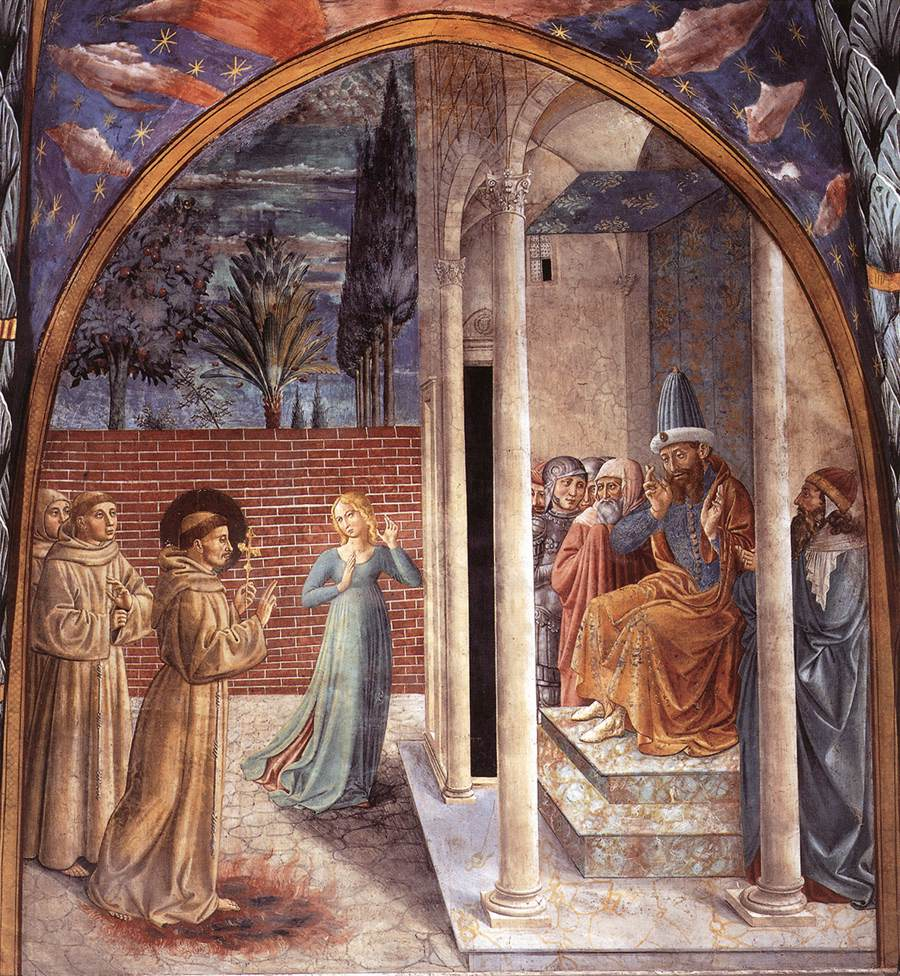
Montefalco, Complesso museale di San Francesco, Benozzo Gozzoli, Francesco d'Assisi e il sultano al-Kamil, scena 10 del ciclo di affreschi sulla vita del Santo

Damietta viene ricordata anche nella biografia di san Francesco d'Assisi: il santo, imbarcatosi il 24 giugno 1219 dal porto di Ancona con 11 compagni, giunse in prossimità della città egiziana dov'era il campo crociato degli assedianti. Sorretto da una precisa concezione missionaria, chiese il permesso al legato pontificio Pelagio di avventurarsi con i suoi confratelli nel territorio musulmano, il che Pelagio gli concesse a malincuore solo dietro forti pressioni. Il suo scopo era di predicare i valori della fede cristiana al sultano al-Malik al-Kamil ed ai suoi uomini, e convertirli al cristianesimo, facendo così cessare le ostilità. Ricevuto con grande cortesia dal Sultano, ebbe con lui un lungo colloquio, al termine del quale Francesco dovette tornare nel campo crociato.
Intorno a questo evento storico sono fiorite diverse leggende riguardanti il santo e la sua straordinaria capacità di convincere e convertire, anche se al-Malik al-Kāmil, pur apprezzando l'aura di santità che promanava da Francesco ed elargendogli dei doni in segno di stima, rimase musulmano.